# Trei Ierarhi-templom
A Trei Ierarhi-templom a romániai Jászvásár egyik ortodox temploma, 17. századi műemlék épület. A romániai műemlékek jegyzékében a IS-II-a-A-04076 sorszámon szerepel.

## Története
A templom 1637–1639 között épült, az építtető Vasile Lupu moldvai fejedelem az ortodox egyház híres védelmezője volt. Uralkodásának első éveiben, amikor a konstantinápolyi pátriárka kritikus helyzetben volt, Vasile Lupu közbeavatkozott és megpróbálta rendbehozni az ügyeket; később kifizette a Szent Sírt és az Athosz-hegyi kolostorokat terhelő adósságokat és több adományt tett vallási és jótékonysági intézményekre Lengyelországban, Bulgáriában és Görögországban. A templomot 1639. május 6-án szentelte fel Varlaam metropolita, Nagy Szent Vazul, Nazianzi Szent Gergely és Aranyszájú Szent János tiszteletére. A nagylelkű adományok fejében a zsinat a templomnak ajándékozta Szent Paraszkéva ereklyéit, amelyek 1641-ben érkeztek meg. 
A templom köré kolostort emeltek, amelyből mára a gótikus terem maradt meg. A kolostorban iskola és nyomda is üzemelt. A nyomda felszerelését Kijevből hozatták és itt készítették az első moldvai nyomtatott könyvet, görög nyelven.  
A templomot többször felgyújtották és kifosztották (1650, 1686), földrengés rázta meg (1711, 1781, 1795, 1802). A teljes körű építészeti felújításra 1822-1887, a festmények és a templombelső restaurálására 1882–1890 között került sor André Lecomte du Nouy vezetésével. A felújítás során az eredeti freskók tönkrementek. A templom újraszentelésére 1904-ben I. Károly király idején került sor.
2024-ben a Havasalföld és Moldva fejedelmi alapítású templomai helyszín részeként a Világörökség javaslati listájára került.

## Leírása

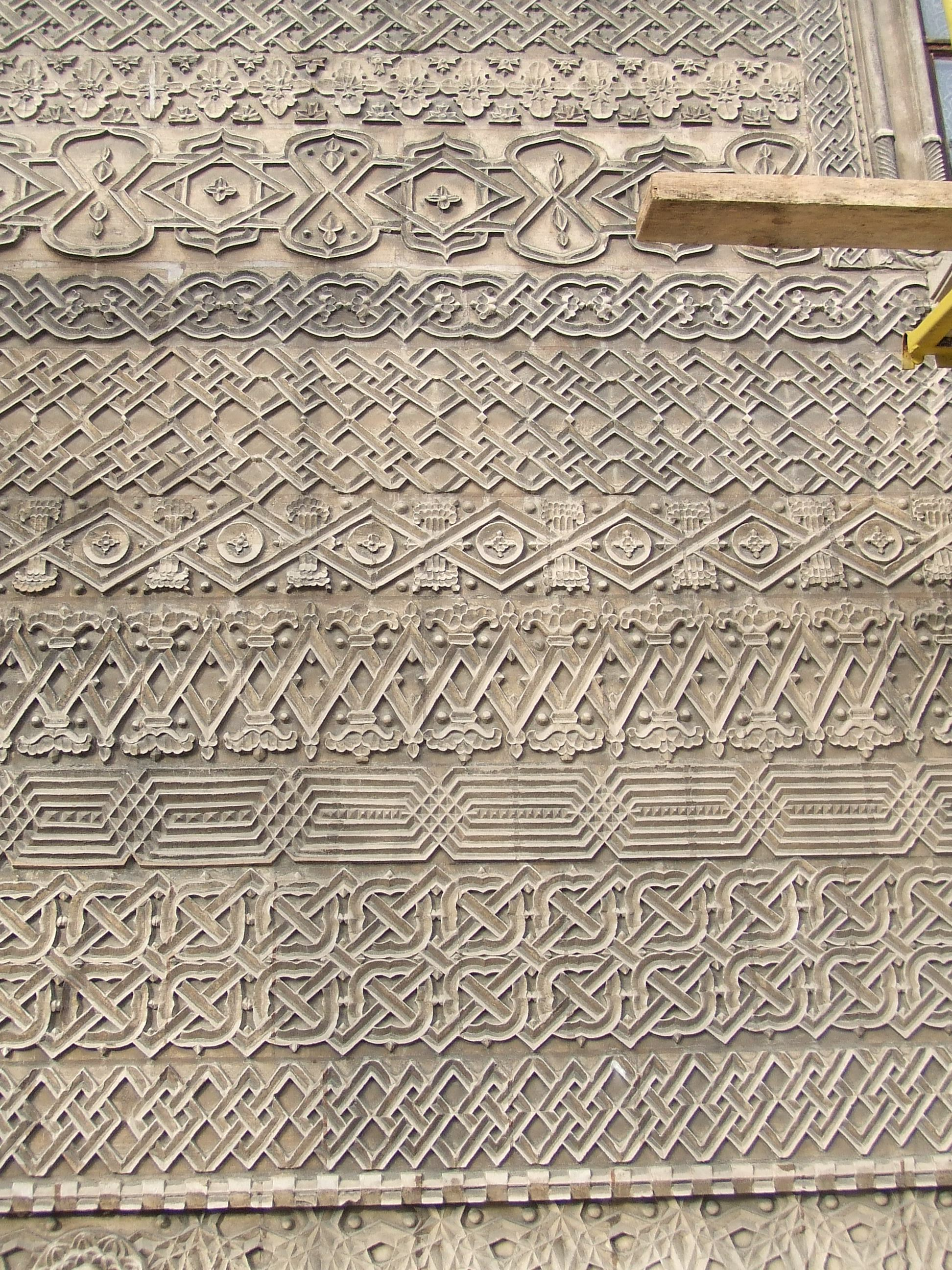
A templom külső díszítése

Az épület nagyjából a 16. századi moldvai templomok alaprajza szerint épült, eltérést jelent azonban a pronaosz feletti plusz torony. A templom külső díszítőelemeinek elrendezése a dragomirnai kolostorra emlékeztet. Az erdélyi gótika hatása az ablakoknál, az ajtókereteknél és az íveknél figyelhető meg. Az épület sajátos jellegét a teljes külső felületét beborító kőcsipkézet adja, melynek az elemei orosz, perzsa, grúz és örmény hatásokat tükröznek.   
A templomban nyugszik az alapító Vasile Lupu, Dimitrie Cantemir fejedelem és az egyesült Románia első uralkodója, Alexandru Ioan Cuza.